# François Berléand
François Berléand (født 22. april 1952) er en fransk skuespiller.
Han spillede Gilles Triquet, chef og ækvivalent til David Brent i Le Bureau, der er den franske version af The Office, produceret af Canal+. Han har også spillet den franske politimand Tarconi i The Transporter (2002). Han gentog sin rolle i efterfølgerne Transporter 2 og Transporter 3 og tv-serien.

## Filmografi
| År        | Titel                                     | Rolle                          | Instruktør                             | Noter                                                              |
| --------- | ----------------------------------------- | ------------------------------ | -------------------------------------- | ------------------------------------------------------------------ |
| 1977      | Au plaisir de Dieu                        | Gæst                           | Robert Mazoyer                         | TV mini-series                                                     |
| 1979      | Martin et Léa                             | Inspektør                      | Alain Cavalier                         |                                                                    |
| 1979      | Hamlet                                    | Reynado / Osric / Mercellus    | Renaud Saint-Pierre                    | Tv-film                                                            |
| 1980      | La cantatrice chauve                      | M. Smith                       | Alexandre Tarta                        | Tv-film                                                            |
| 1981      | Les hommes préfèrent les grosses          | Julien                         | Jean-Marie Poiré                       |                                                                    |
| 1981      | Un étrange voyage                         | The rogue witness              | Alain Cavalier                         |                                                                    |
| 1981      | On n'est pas des anges... elles non plus  | The second jogger              | Michel Lang                            |                                                                    |
| 1982      | La Balance                                | Inspector de la Mondaine       | Bob Swaim                              |                                                                    |
| 1982      | Messieurs les jurés                       | Jean-Yves Oroër                | Jean-Marie Coldefy                     | TV series (1 episode)                                              |
| 1983      | Stella                                    | Captain at the hangar          | Laurent Heynemann                      |                                                                    |
| 1983      | Elle voulait faire du cinéma              | Pierre                         | Caroline Huppert                       | TV movie                                                           |
| 1984      | Marche à l'ombre                          | Police Inspector               | Michel Blanc                           |                                                                    |
| 1984      | Ote-toi de mon soleil                     | Socrate                        | Marc Jolivet                           |                                                                    |
| 1985      | Sincerely Charlotte                       | The officer PTT                | Caroline Huppert                       |                                                                    |
| 1985      | Strictement personnel                     | Gérard                         | Pierre Jolivet                         |                                                                    |
| 1985      | Série noire                               | Dalbois                        | Laurent Heynemann                      | TV series (1 episode)                                              |
| 1986      | Le complexe du kangourou                  | Loïc's Stepbrother             | Pierre Jolivet                         |                                                                    |
| 1986      | La femme secrète                          | Zaccharia Pasdeloup            | Sébastien Grall                        |                                                                    |
| 1987      | Goodbye, Children                         | Father Michel                  | Louis Malle                            |                                                                    |
| 1987      | Poker                                     | The counsel                    | Catherine Corsini                      |                                                                    |
| 1987      | Les mois d'avril sont meurtriers          | Baumann                        | Laurent Heynemann                      |                                                                    |
| 1988      | Camille Claudel                           | Doctor Michaux                 | Bruno Nuytten                          |                                                                    |
| 1988      | Jours de vagues                           | Benjamin                       | Alain Tasma                            | Short                                                              |
| 1989      | The Hostage of Europe                     | General Montholon              | Jerzy Kawalerowicz                     |                                                                    |
| 1989      | L'Orchestre rouge                         | Corbin                         | Jacques Rouffio                        |                                                                    |
| 1989      | Un père et passe                          | Maxence                        | Sébastien Grall                        |                                                                    |
| 1989      | Suivez cet avion                          | Combette                       | Patrice Ambard                         |                                                                    |
| 1989      | Ceux de la soif                           | M. Carmat                      | Laurent Heynemann                      | TV movie                                                           |
| 1989      | Série noire                               | Sylvain                        | Laurent Heynemann                      | TV series (1 episode)                                              |
| 1990      | May Fools                                 | Daniel                         | Louis Malle                            |                                                                    |
| 1990      | Sans rires                                | Roger                          | Mathieu Amalric                        | Short                                                              |
| 1990      | La belle Anglaise                         | The tax Inspector              | Jacques Besnard                        | TV series (1 episode)                                              |
| 1991      | C'est quoi ce petit boulot ?              | Paul                           | Gian Luigi Polidoro & Michel Berny     | TV mini-series                                                     |
| 1992      | List of Merite                            | Alain Denizet                  | Charles Nemes                          |                                                                    |
| 1992      | La femme de l'amant                       | Marc                           | Christopher Frank                      | TV movie                                                           |
| 1992      | Feu Adrien Muset                          | Edgar                          | Jacques Besnard                        | TV movie                                                           |
| 1992      | La place du père                          | The lawyer                     | Laurent Heynemann                      | TV movie                                                           |
| 1993      | À l'heure où les grands fauves vont boire | The cousin                     | Pierre Jolivet                         |                                                                    |
| 1993      | La vis                                    | The seller                     | Didier Flamand                         | Short                                                              |
| 1993      | Le bal                                    | Georges                        | Jean-Louis Benoît                      | TV movie                                                           |
| 1993      | La porte du ciel                          | Henri de Lombard               | Denys Granier-Deferre                  | TV movie                                                           |
| 1993      | Julie Lescaut                             | C. Béchard                     | Caroline Huppert                       | TV series (1 episode)                                              |
| 1994      | The Violin Player                         | Charles                        | Charles Van Damme                      |                                                                    |
| 1994      | Le bateau de mariage                      | The mayor                      | Jean-Pierre Améris                     |                                                                    |
| 1994      | Pas si grand que ça !                     | Ferdinand                      | Bruno Herbulot                         | TV movie                                                           |
| 1994      | Avanti                                    | Leroy-Massard                  | Jacques Besnard                        | TV movie                                                           |
| 1995      | The Bait                                  | Inspector Durieux              | Bertrand Tavernier                     |                                                                    |
| 1995      | Les Milles                                | Lieutenant Boisset             | Sébastien Grall                        |                                                                    |
| 1995      | Fugueuses                                 | Nicolas                        | Nadine Trintignant                     |                                                                    |
| 1995      | La fidèle infidèle                        | Robert                         | Jean-Louis Benoît                      | TV movie                                                           |
| 1995      | Une page d'amour                          | Monsieur Rambaud               | Serge Moati                            | TV movie                                                           |
| 1995      | Un si joli bouquet                        | Antoine                        | Jean-Claude Sussfeld                   | TV movie                                                           |
| 1995      | 3000 scénarios contre un virus            | The pharmacist                 | Cédric Klapisch                        | TV series (1 episode)                                              |
| 1996      | A Self Made Hero                          | Monsieur Jo                    | Jacques Audiard                        |                                                                    |
| 1996      | Captain Conan                             | Commandant Bouvier             | Bertrand Tavernier                     |                                                                    |
| 1996      | Gorille, mon ami                          | Michel                         | Emmanuel Malherbe                      | Short                                                              |
| 1996      | Tous les hommes sont menteurs             | Lionel                         | Alain Wermus                           | TV movie                                                           |
| 1996      | J'ai rendez-vous avec vous                | Serge                          | Laurent Heynemann                      | TV movie                                                           |
| 1996      | Le juge est une femme                     | Guy Lesueur                    | Pierre Boutron                         | TV series (1 episode)                                              |
| 1996      | Les Cordier, juge et flic                 | Lansac                         | Bruno Herbulot                         | TV series (1 episode)                                              |
| 1996      | Anne Le Guen                              | The prefect                    | Stéphane Kurc                          | TV series (1 episode)                                              |
| 1997      | Seventh Heaven                            | The doctor                     | Benoît Jacquot                         |                                                                    |
| 1997      | The Bet                                   | Doctor Bricourt                | Didier Bourdon & Bernard Campan        |                                                                    |
| 1997      | L'Homme idéal                             | The Balto's man                | Xavier Gélin                           |                                                                    |
| 1997      | Fred                                      | Barrère                        | Pierre Jolivet                         |                                                                    |
| 1997      | Tout le monde descend                     | Jean-Pierre                    | Laurent Bachet                         | Short                                                              |
| 1997      | Bonjour                                   | Joseph                         | Bruno Herbulot                         | Short                                                              |
| 1997      | Pardaillan                                | Henry de Montmorency           | Édouard Niermans                       | TV movie                                                           |
| 1997      | La parenthèse                             | Philippe                       | Jean-Louis Benoît                      | TV movie                                                           |
| 1997      | Un homme                                  | Marcel                         | Robert Mazoyer                         | TV movie                                                           |
| 1997      | Le garçon d'orage                         | The lame                       | Jérôme Foulon                          | TV movie                                                           |
| 1997      | Madame le consul                          | Ambassador Delaunay            | Bertrand Van Effenterre & Joyce Buñuel | TV series (2 episodes)                                             |
| 1998      | The School of Flesh                       | Soukaz                         | Benoît Jacquot                         |                                                                    |
| 1998      | Place Vendôme                             | Eric Malivert                  | Nicole Garcia                          |                                                                    |
| 1998      | La mort du chinois                        | Inspector Chevalot             | Jean-Louis Benoît                      |                                                                    |
| 1998      | En plein coeur                            | Antoine                        | Pierre Jolivet                         |                                                                    |
| 1998      | Dormez, je le veux !                      | Paul / Raymond                 | Irène Jouannet                         |                                                                    |
| 1998      | Un flic presque parfait                   | Génaro                         | Marc Angelo                            | TV movie                                                           |
| 1998      | La grande Béké                            | Raymond                        | Alain Maline                           | TV movie                                                           |
| 1998      | Crimes en série                           | Jean Brunet                    | Patrick Dewolf                         | TV series (1 episode)                                              |
| 1998      | Commandant Nerval                         | Gabriel Cheminal               | Arnaud Sélignac                        | TV series (1 episode)                                              |
| 1999      | My Little Business                        | Maxime Nassieff                | Pierre Jolivet                         | César Award for Best Supporting Actor                              |
| 1999      | Romance                                   | Robert                         | Catherine Breillat                     |                                                                    |
| 1999      | Bad Company                               | René                           | Jean-Pierre Améris                     |                                                                    |
| 1999      | One 4 All                                 | Unpleasant passenger           | Claude Lelouch                         |                                                                    |
| 1999      | Innocent                                  | Jean-René                      | Costa Natsis                           |                                                                    |
| 1999      | Le plus beau pays du monde                | Brafort                        | Marcel Bluwal                          |                                                                    |
| 1999      | La débandade                              | Doctor Nataf                   | Claude Berri                           |                                                                    |
| 1999      | Le sourire du clown                       | Drouot                         | Éric Besnard                           |                                                                    |
| 1999      | L'homme de ma vie                         | Frydman                        | Stéphane Kurc                          |                                                                    |
| 1999      | Fleurs de sel                             | Edouard de Renoncourt          | Arnaud Sélignac                        | TV movie                                                           |
| 1999      | Le boiteux                                | Granier                        | Paule Zajdermann                       | TV series (1 episode)                                              |
| 2000      | Actors                                    | François Nègre                 | Bertrand Blier                         |                                                                    |
| 2000      | Stardom                                   | Nigel Pope's associate         | Denys Arcand                           |                                                                    |
| 2000      | Deep in the Woods                         | Axel de Fersen                 | Lionel Delplanque                      |                                                                    |
| 2000      | Six-Pack                                  | Thomas                         | Alain Berbérian                        |                                                                    |
| 2000      | Le prince du Pacifique                    | Commandant Lefèvre             | Alain Corneau                          |                                                                    |
| 2000      | Grand oral                                | President of the jury          | Yann Moix                              | Short                                                              |
| 2000      | Trait d'union                             | Monsieur Théo                  | Bruno Garcia                           | Short                                                              |
| 2000      | Liste rouge                               | The taxi driver                | Jérôme Bonnell                         | Short                                                              |
| 2000      | Un morceau de soleil                      | Louis                          | Dominique Cheminal                     | TV movie                                                           |
| 2000      | Ces forces obscures qui nous gouvernent   | Professor William Guety        | Olivier Doran                          | TV movie                                                           |
| 2000      | Victoire, ou la douleur des femmes        | Doctor Treves                  | Nadine Trintignant                     | TV mini-series                                                     |
| 2000      | Passeur d'enfants                         | Jean                           | Franck Apprederis                      | TV series (1 episode)                                              |
| 2001      | How I Killed My Father                    | The patient                    | Anne Fontaine                          |                                                                    |
| 2001      | HS - hors service                         | Louis                          | Jean-Paul Lilienfeld                   |                                                                    |
| 2001      | La fille de son père                      | Henri                          | Jacques Deschamps                      |                                                                    |
| 2001      | Les âmes câlines                          | Jacques                        | Thomas Bardinet                        |                                                                    |
| 2001      | Cyrano                                    | The father                     | Vincent Lindon                         | Short                                                              |
| 2001      | Requiem(s)                                | The man with the gun           | Stéphan Guérin-Tillié                  | Short                                                              |
| 2001      | Recrutement                               | Corbi                          | Didier Lauret                          | Short                                                              |
| 2002      | Whatever You Say                          | Jean-Louis Broustal            | Guillaume Canet                        | Étoiles d'Or for Best Actor Nominated – César Award for Best Actor |
| 2002      | The Adversary                             | Rémi                           | Nicole Garcia                          |                                                                    |
| 2002      | The Transporter                           | Inspector Tarconi              | Corey Yuen & Louis Leterrier           |                                                                    |
| 2002      | The Code                                  | The man in contract with Yanis | Manuel Boursinhac                      |                                                                    |
| 2002      | Le frère du guerrier                      | The priest                     | Pierre Jolivet                         |                                                                    |
| 2002      | Féroce                                    | Police Inspector               | Gilles de Maistre                      |                                                                    |
| 2002      | Vivante                                   | The father                     | Sandrine Ray                           |                                                                    |
| 2002      | Une employée modèle                       | François Maurey                | Jacques Otmezguine                     |                                                                    |
| 2002      | Il giovane Casanova                       | Louis XV                       | Giacomo Battiato                       | TV movie                                                           |
| 2002      | L'héritière                               | Bordier                        | Bernard Rapp                           | TV movie                                                           |
| 2003      | Sole Sisters                              | Mermot                         | Pierre Jolivet                         |                                                                    |
| 2003      | Remake                                    | Francois-Charles Leconte       | Dino Mustafić                          |                                                                    |
| 2003      | En territoire indien                      | Jean-Claude Adam               | Lionel Epp                             |                                                                    |
| 2003      | Les amateurs                              | Monsieur Meinau                | Martin Valente                         |                                                                    |
| 2003      | La chaîne du froid                        | The client                     | Hervé Lavayssière                      | Short                                                              |
| 2003      | Les parents terribles                     | Georges                        | Josée Dayan                            | TV movie                                                           |
| 2004      | The Chorus                                | Rachin                         | Christophe Barratier                   | Nominated – César Award for Best Supporting Actor                  |
| 2004      | Cash Truck                                | Bernard                        | Nicolas Boukhrief                      |                                                                    |
| 2004      | Me and My Sister                          | Pierre Demouthy                | Alexandra Leclère                      |                                                                    |
| 2004      | Narco                                     | Guy Bennet                     | Gilles Lellouche & Tristan Aurouet     |                                                                    |
| 2004      | Le grand rôle                             | Benny Schwarz                  | Steve Suissa                           |                                                                    |
| 2004      | Pour le plaisir                           | François                       | Dominique Deruddere                    |                                                                    |
| 2004      | Eros thérapie                             | Adam Corbeau                   | Danièle Dubroux                        |                                                                    |
| 2004      | Une vie à t'attendre                      | Simon                          | Thierry Klifa                          |                                                                    |
| 2004      | Le plus beau jour de ma vie               | Valentin                       | Julie Lipinski                         |                                                                    |
| 2004      | Toi, vieux                                | The visitor from the future    | Pierre Coré & Michaël Mitz             | Short                                                              |
| 2005      | Transporter 2                             | Inspector Tarconi              | Louis Leterrier                        |                                                                    |
| 2005      | Quartier V.I.P.                           | Bertrand Fussac                | Laurent Firode                         |                                                                    |
| 2005      | Edy                                       | Edy Saïovici                   | Stéphan Guérin-Tillié                  |                                                                    |
| 2006      | Comedy of Power                           | Michel Humeau                  | Claude Chabrol                         |                                                                    |
| 2006      | Tell No One                               | Eric Levkowitch                | Guillaume Canet                        |                                                                    |
| 2006      | Aurore                                    | The King                       | Nils Tavernier                         |                                                                    |
| 2006      | Le passager de l'été                      | Maurice Lecouvey               | Florence Moncorgé-Gabin                |                                                                    |
| 2006      | Le Bureau                                 | Gilles Triquet                 | Nicolas & Bruno                        | TV mini-series                                                     |
| 2007      | Could This Be Love?                       | Roland Christin                | Pierre Jolivet                         |                                                                    |
| 2007      | A Girl Cut in Two                         | Charles Saint-Denis            | Claude Chabrol                         |                                                                    |
| 2007      | Pur week-end                              | Commandant Papan               | Olivier Doran                          |                                                                    |
| 2007      | Fragile(s)                                | Paul                           | Martin Valente                         |                                                                    |
| 2007      | Faisons un rêve                           | The husband                    | Bernard Murat                          | TV movie                                                           |
| 2008      | Transporter 3                             | Inspector Tarconi              | Olivier Megaton                        |                                                                    |
| 2008      | Ca$h                                      | François                       | Éric Besnard                           |                                                                    |
| 2008      | 15 ans et demi                            | Albert Einstein                | François Desagnat & Thomas Sorriaux    |                                                                    |
| 2008      | Tailleur pour dames                       | Bassinet                       | Bernard Murat                          | TV movie                                                           |
| 2008      | Le gendre idéal                           | Max                            | Arnaud Sélignac                        | TV movie                                                           |
| 2008      | Chez Maupassant                           | Prosper Chicot                 | Claude Chabrol                         | TV series (1 episode)                                              |
| 2009      | Le Concert                                | Olivier Morne Duplessis        | Radu Mihăileanu                        |                                                                    |
| 2009      | Le siffleur                               | Armand / Maurice Teillard      | Philippe Lefebvre                      |                                                                    |
| 2009      | La différence, c'est que c'est pas pareil | Sylvain                        | Pascal Laëthier                        |                                                                    |
| 2009      | L'évasion                                 | Colonel Von Deck               | Laurence Katrian                       | TV movie                                                           |
| 2009      | Les associés                              | Raymond Rosen                  | Alain Berliner                         | TV movie                                                           |
| 2010      | Vieilles canailles                        | J.P.                           | Arnaud Sélignac                        | TV movie                                                           |
| 2010      | Le pot de colle                           | Richard Maurand                | Julien Seri                            | TV movie                                                           |
| 2010      | Le gendre idéal 2                         | Max                            | Arnaud Sélignac                        | TV movie                                                           |
| 2010      | Le grand restaurant                       | A client                       | Gérard Pullicino                       | TV movie                                                           |
| 2010      | Main basse sur une île                    | The Angel                      | Antoine Santana                        | TV movie                                                           |
| 2011      | Au bistro du coin                         | François                       | Charles Nemes                          |                                                                    |
| 2011      | Escalade                                  | Noé                            | Charlotte Silvera                      |                                                                    |
| 2011      | Une vie de chien                          | Monsieur Schartz               | Cyril Ethan Robert                     | Short                                                              |
| 2011      | Insoupçonnable                            | Pierre Jourdan                 | Benoît d'Aubert                        | TV movie                                                           |
| 2012      | Happiness Never Comes Alone               | Alain Posche                   | James Huth                             |                                                                    |
| 2012      | Another Woman's Life                      | Lawyer Volin                   | Sylvie Testud                          |                                                                    |
| 2012      | Dead Man Talking                          | Karl Raven                     | Patrick Ridremont                      |                                                                    |
| 2012      | The Stroller Strategy                     | Jean-Luc Hamory                | Clément Michel                         |                                                                    |
| 2012      | Un jour mon père viendra                  | Bernard Bleu                   | Martin Valente                         |                                                                    |
| 2012      | Max                                       | Police Inspector               | Stéphanie Murat                        |                                                                    |
| 2012      | La certosa di Parma                       | Prince of Parme                | Cinzia Th. Torrini                     | TV movie                                                           |
| 2012–2014 | Transporter: The Series                   | Inspector Tarconi              | Brad Turner, Andy Mikita, ...          | TV series (14 episodes)                                            |
| 2013      | 12 ans d'âge                              | Charles                        | Frédéric Proust                        |                                                                    |
| 2013      | Blanche nuit                              | La Malice                      | Fabrice Sébille                        |                                                                    |
| 2013      | Crime d'État                              | Robert Boulin                  | Pierre Aknine                          | TV movie                                                           |
| 2013      | Surveillance                              | JC Dedieu                      | Sébastien Grall                        | TV movie                                                           |
| 2014      | Palais de justesse                        | The President                  | Stéphane De Groodt                     | Short                                                              |
| 2014      | La clef des champs                        | Fred                           | Bertrand Van Effenterre                | TV movie                                                           |
| 2015      | Entre amis                                | Philippe                       | Olivier Baroux                         |                                                                    |
| 2015      | The Art Dealer                            | Simon                          | François Margolin                      |                                                                    |
| 2015      | Vicky                                     | Albert Bonhomme                | Denis Imbert                           |                                                                    |
| 2015      | Call My Agent !                           | Himself                        | Lola Doillon                           | TV series (1 episode)                                              |
| 2015      | Peplum                                    | Senator                        | Philippe Lefebvre                      | TV series (1 episode)                                              |
| 2016      | La main du mal                            | Lucien Smadja                  | Pierre Aknine                          | TV series (2 episodes)                                             |
| 2017      | L'école buissonnière                      | Count of Fresnaye              | Nicolas Vanier                         |                                                                    |
| 2017      | I Feel Better                             | Audibert                       | Jean-Pierre Améris                     |                                                                    |
| 2017      | C'est tout pour moi                       | Fabrice                        | Ludovic Colbeau-Justin & Nawell Madani |                                                                    |
| 2017–2018 | Les Chamois                               | Étienne Leroy                  | Philippe Lefebvre                      | TV series (12 episodes)                                            |
| 2018      | La Ch'tite famille                        | Alexander                      | Dany Boon                              |                                                                    |
| 2019      | L'esprit de famille                       | Jacques                        | Éric Besnard                           | Post-production                                                    |
| 2019      | La vérité si je mens ! Les débuts         |                                | Gérard Bitton & Michel Munz            | Post-production                                                    |